# Vängel

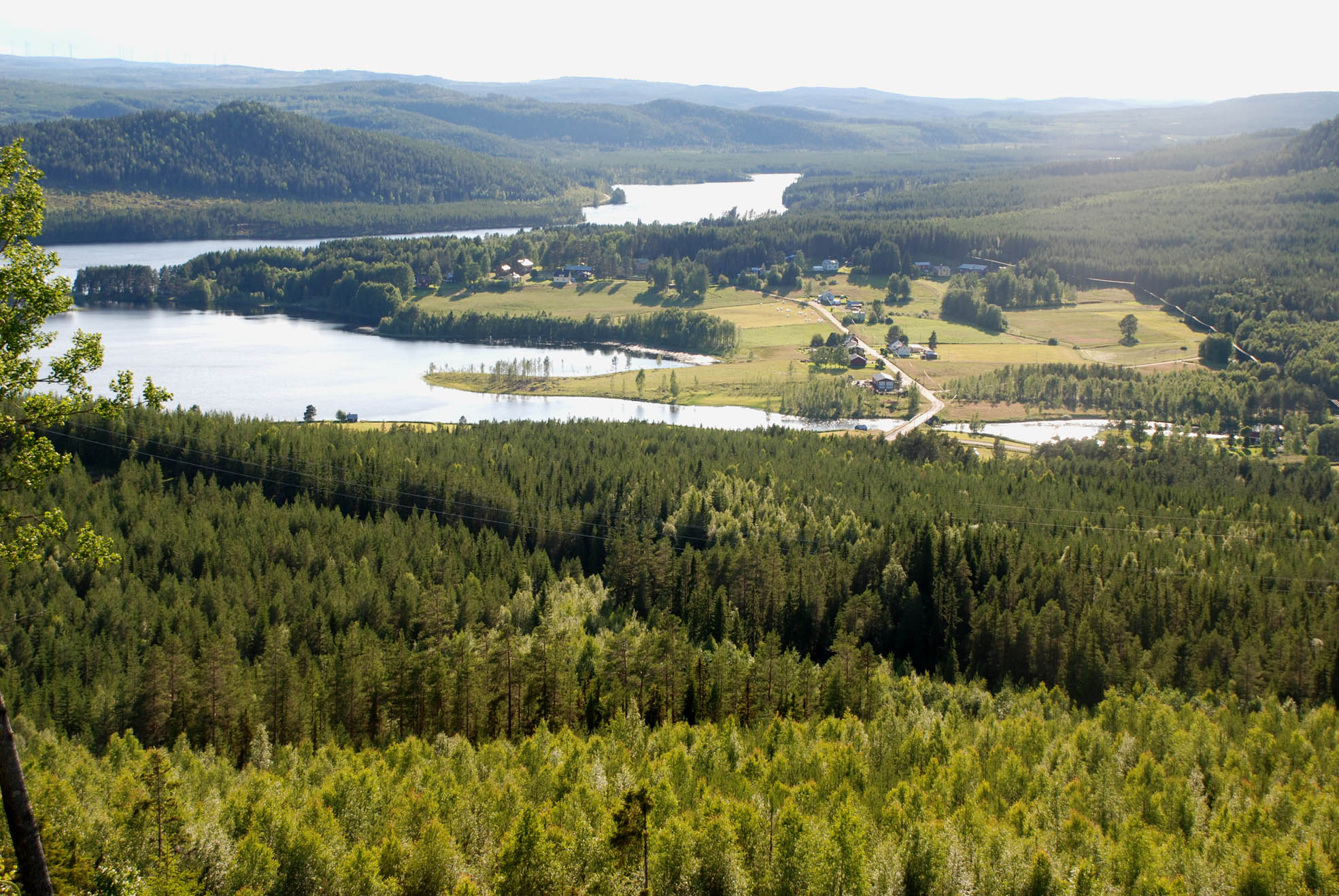
Vängel sett från Storberg

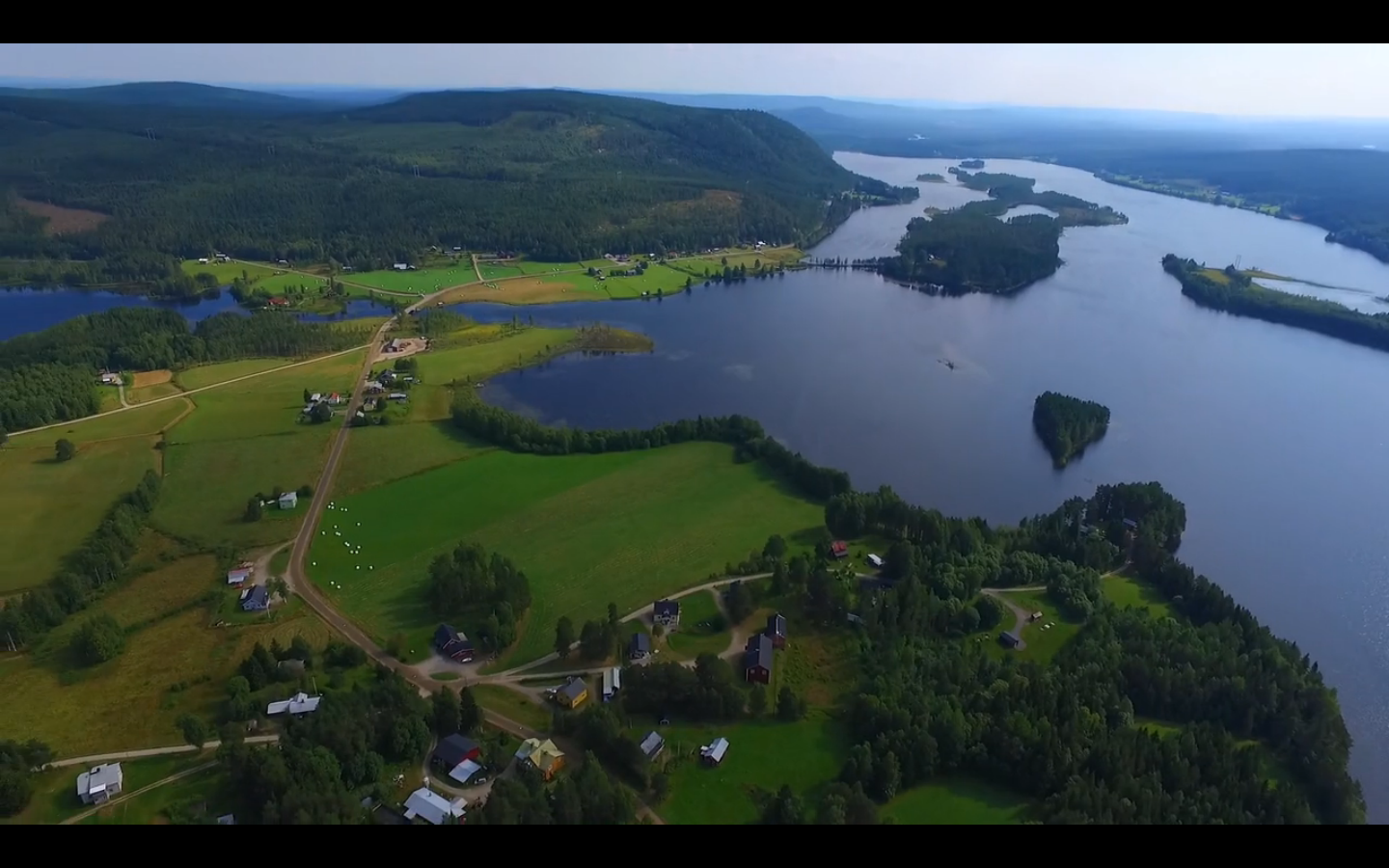
Vängel augusti 2015

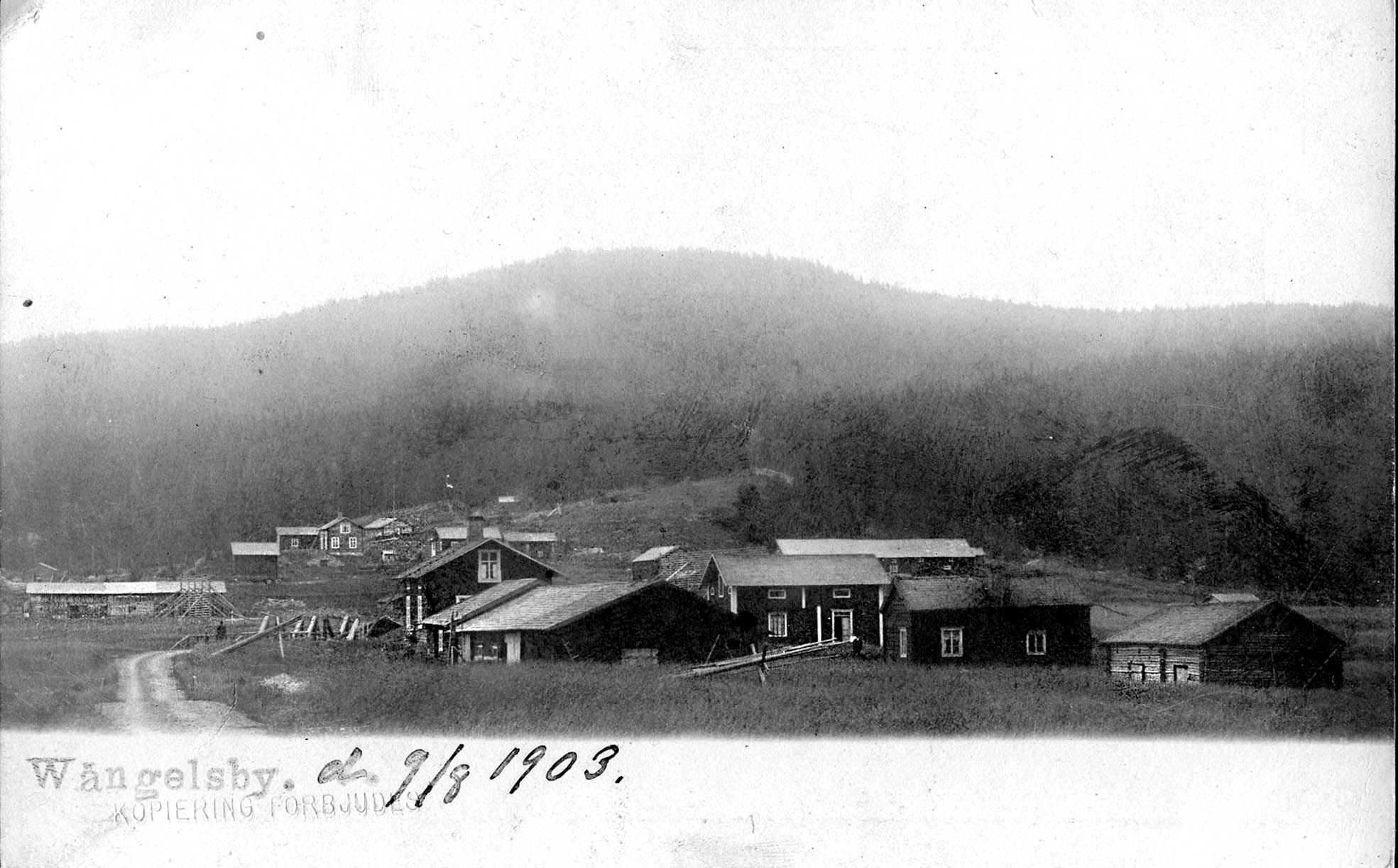
Vängel 1903

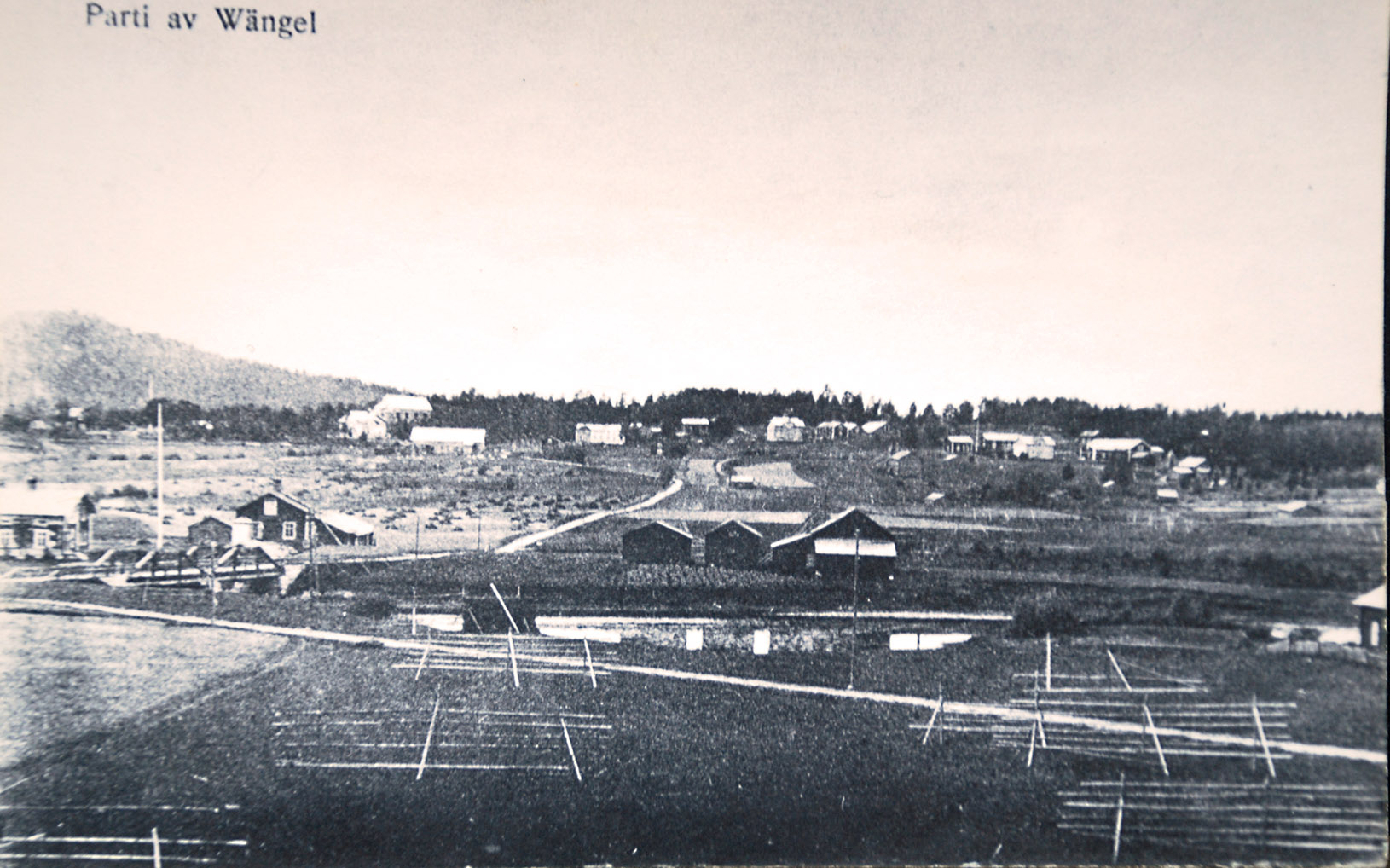
Vängel ca 1920

Vängel är en by  vid Vängelälven i nordvästra Ångermanland cirka 15 kilometer sydväst om Backe, Fjällsjö socken, Strömsunds kommun i Jämtlands län. 

## Historia
Namnet Vängel har sitt ursprung i det fornnordiska ordet "vang" (krök). Vängelälven, som är en bifurkation mellan Faxälven och Fjällsjöälven, gör nämligen några tvära krökar uppströms Sikselet. Det kan även ha avsett den "krök" som Vängelsjön och Rofjärden bildar. Trakten är rik på lämningar från stenåldern. Hällmålningar, boplatser och fångstgropar är rikligt förekommande.
Den fasta bebyggelsen härrör antagligen från tidig medeltid. Platsen kan dock ha varit bebodd redan under järnåldern. Det finns berättelser, sägner och fynd vilka kan vara tecken på försvunna gravhögar. Vid storskiftet 1820 benämns en av åkrarna "högåkern".  Skriftligt nämndes Vängel första gången vid Gustav Vasas skattläggning 1535. I byn fanns då fem gårdar. Jakt, fiske och boskapsskötsel var dominerande näring i flera århundraden. Jordbruk utvecklades först under 1700-talet och 1800-talet. 1837 överfördes Vängel från Ramsele- till Fjällsjö socken. Vid 1800-talets mitt inleddes timmerhandeln och skogsbolagens härjningar. Många skogsägande bönder tvingades att sälja sin skog och blev skogs- och flottningsarbetare. Skogsbrukets expansion gjorde att arbetare från andra delar av landet samt Norge flyttade in. Detta innebar en stor folkökning under 1800-talets senare del. Vid 1900-talets mitt upplevde byn sin "guldålder". Då fanns skola, flera affärer, kafé, taxirörelse, åkeri m.m. i byn. 
Sedan 1960-talet har byns avfolkning accelererat. 

## Byn
I byn finns ett åkeri. Många gårdar är nu endast fritidshus. Byns åkrar hålls öppna, men Inget jordbruk med djurhållning bedrivs idag. Vängel har en aktiv byförening som arbetar för bygdens utveckling och trivsel. Byföreningen anordnar  pimpeltävling, valborgsfirande, sommarfest, höst/surströmmingsfest, och liknade säsongsbetonade festligheter. Vängels före detta skola är samlingspunkt och vårdas av byföreningen. 